# Vicia woroschilovii
Vicia woroschilovii là một loài thực vật có hoa trong họ Đậu. Loài này được N.S.Pavlova miêu tả khoa học đầu tiên.